# Municipio de San Juan de los Remedios
Municipio de San Juan de los Remedios är en kommun i Kuba.   Den ligger i provinsen Provincia de Villa Clara, i den centrala delen av landet, 300 km öster om huvudstaden Havanna. Antalet invånare är 46 482. Arean är 560 kvadratkilometer.
Terrängen i Municipio de San Juan de los Remedios är lite kuperad.